# Stabschef
Stabschef (hrvatski: zapovjednik stožera) bio je čin Sturmabteilunga (SA). Ovaj čin odgovara činu Wehrmachtovoga Generalobersta, a u HV-u odgovara činu stožernog generala.
Čin SA-Stabschef stvoren je 1931., kada je Hitler stvorio čin Oberste SA-Führer. Iako je Adolf Hitler bio vrhovni zapovjednik SA, organizaciju je ipak vodilo zapovjedničko osoblje SA-a, a čovjek koji je držao čin Stabschef bio je stvarni vođa SA-a.
Čin Stabschefa nosila su trojica SA-ovaca u razdoblju od 1931. do 1945., a svaki je ovaj čin dobio zbog smrti prethodnog nositelja istoga čina. Sljedeći su pripadnici SA imali čin Stabschef:
| Ime nositelja     | Zapovijedao SA-om | Prestao zapovijedati SA-om |
| Ime nositelja     |                   |                            |
| Ime nositelja     |                   |                            |
| Ernst Röhm        | 1931. – 1934.     | Ubijen                     |
|                   |                   |                            |
|                   |                   |                            |
| Viktor Lutze      | 1934. – 1943.     | Poginuo                    |
|                   |                   |                            |
|                   |                   |                            |
| Wilhelm Schepmann | 1943. – 1945.     | Raspad SA-a                |

Rano obilježje čina za Stabschefa bilo je hrastovo lišće prikazano na kolarnoj oznaci čina.  Postoji fotografski dokaz, gdje Ernst Röhm nosi ranu oznaku čina Stabschef na svojoj SA-ovskoj uniformi. Kako je Röhmov autoritet rastao, tako je i obilježje čina, pa na jednoj drugoj fotografiji prikazan je kako umjesto dva hrastova lišća sada ima tri.  
Poslije 1933., obilježje čina Stabschefa bila su dva prekrižena koplja, ovjenčana s dva hrastova lišća. Poslije 1934. obilježje čina Stabschef bila su tri hrastova lišća, identična Reichsführerovoj oznaci čina, ovjenčana s još dva hrastova lišća.  
Padom Trećega Reicha prestao je postojati Sturmabteilung, pa tako i čin Stabschef.